# John Johnson (basket-ball)
Pour les articles homonymes, voir Johnson et John Johnson.
John Howard Getty Johnson dit J.J. (né le 18 octobre 1947 à Carthage (Mississippi) et mort le 7 janvier 2016 à San José (Californie)) est un joueur américain de basket-ball.

## Carrière
Johnson joue au poste d'ailier, d'abord au lycée Messmer, à Milwaukee, Wisconsin, puis à l'université au Northwest College (en) à Powell, Wyoming et à l'université de l'Iowa. Johnson détient le record de l'Iowa du nombre de points inscrits en une saison lors de son année senior, quand il inscrit 27,9 points par match.
Johnson est sélectionné par les Cavaliers de Cleveland au 7e rang de la draft 1970 de la NBA. Sa carrière dure douze saisons en NBA avec quatre équipes, participant à deux NBA All-Star Game et inscrivant 11 200 points en carrière. Il remporte également un titre de champion lors de la saison 1978-1979 avec les SuperSonics de Seattle, où il évolue avec son ancien coéquipier d'Iowa Fred Brown.
Son fils, Mitch, a évolué à l'université Stanford avant de devenir entraîneur en NBA.